# ليو كامب
ليو كامب (بالإنجليزية: Lew Camp)‏ هو لاعب كرة قاعدة أمريكي، ولد في 23 فبراير 1868 في كولومبوس في الولايات المتحدة، وتوفي في 1 أكتوبر 1948 في أوماها في الولايات المتحدة.